# Melitturga caucasica
Melitturga caucasica är en biart som beskrevs av Morawitz 1878. Melitturga caucasica ingår i släktet Melitturga och familjen grävbin. Inga underarter finns listade i Catalogue of Life.